# Битва на річці Бойн (1690)
Битва на річці Бойн (англ. Battle of the Boyne, ірл. Cath na Bóinne) — найбільша битва в історії Ірландії, вирішальний бій у ході Війни двох королів.
Битва відбулась між арміями скинутого короля Якова II та Вільгельма III Оранського, що зійшов на престол й доводився Якову племінником і зятем. Обидва королі командували своїми арміями.
Битва відбулась 1 липня 1690 року (11 липня за новим стилем) на східному узбережжі Ірландії поблизу міста Дрогеда, війська супротивників знаходились на протилежних берегах річки Бойн. Армія Вільгельма III здобула перемогу над армією Якова II, яка складалась в основному з ненавчених ополченців.

## Армія Вільгельма III
Армія Вільгельма на момент битви налічувала 36 000 солдатів, склад війська був багатонаціональним, найбільш навчені солдати були з Данії та Нідерландів, озброєні кременевими рушницями. У той же час, шотландські та англійські полки не мали достатньої довіри з боку Вільгельма III, сам він був за культурою нідерландцем і вважав британські війська політично ненадійними, оскільки ще за рік до битви Яків II був їхнім королем. Близько 20 000 солдатів перебували в Ірландії ще з 1689 року, до моменту битви Вільгельм прибув на чолі 16-тисячної армії. Війська Вільгельма були більш професійними, краще навченими та з кращим спорядженням, ніж у Якова II. На боці Вільгельма воювали кілька полків французьких гугенотів.

## Армія Якова II
Армія Якова II налічувала 23 500 солдатів. У нього було кілька французьких полків, наданих Людовіком XIV, загальною чисельністю 7000 солдатів. Решта війська була ірландськими ополченцями, найбільш навченими з яких була ірландська кіннота з колишніх ірландських дворян, залишених без землі англійцями.

## Битва

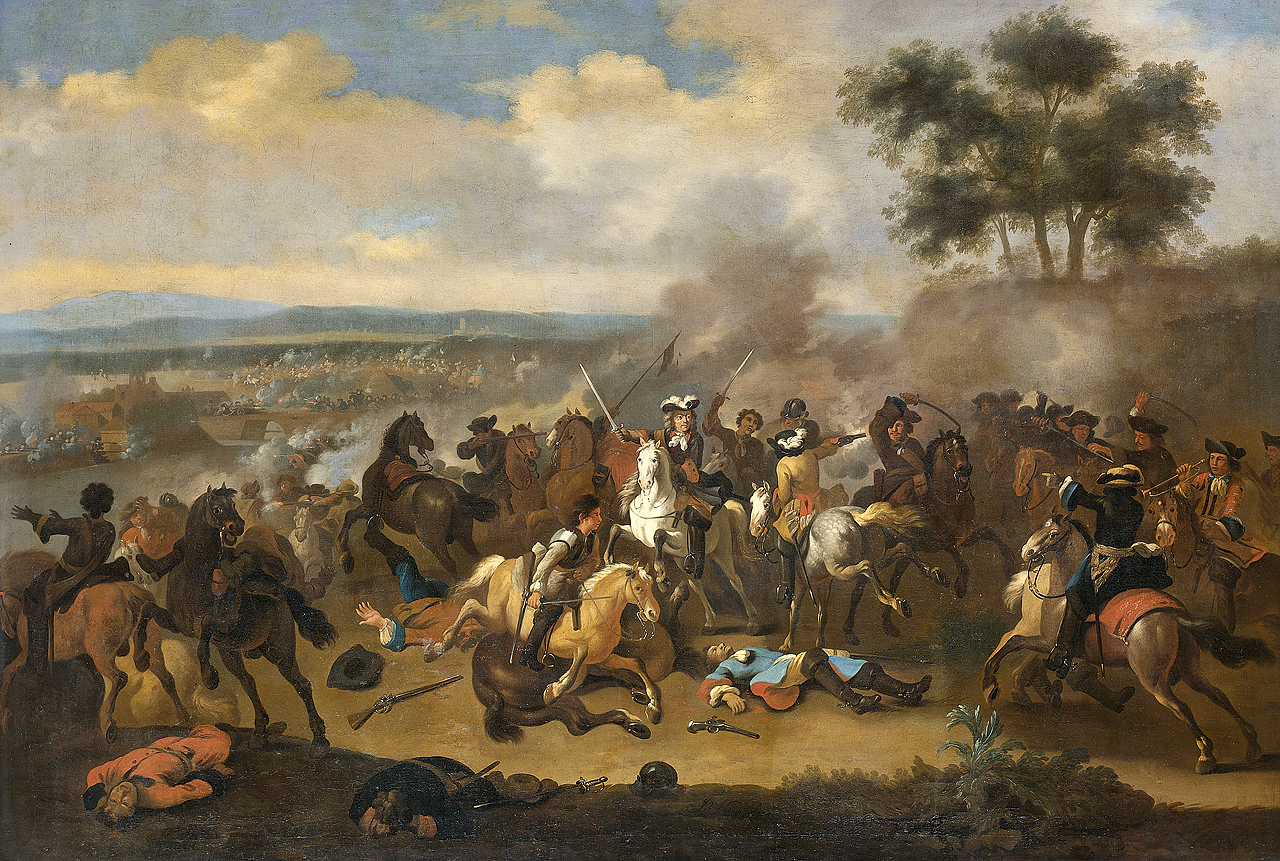
Битва на річці Бойн, Ян ван Гатченбурґ

Вільгельм висадився 14 червня в Ольстері й почав рухатись через всю Ірландію на південь для взяття Дубліна. Очікувалось, що якобіти зустрінуть війська Вільгельма поблизу міста Ньюрі, на сучасному кордоні Ірландії та Північної Ірландії, проте Яків II лише затягував час і готувався до битви на підступах до Дубліна біля річки Бойн. 29 червня війська Вільгельма досягли річки Бойн. За добу до битви чудом уцілів сам Вільгельм III, його було поранено вогнем якобітської артилерії під час огляду броду на річці, яким його війська мали переправитись через річку.
Битва тривала впродовж усього дня 1 липня. Вільгельм надіслав чверть свого війська для переправи поблизу селища Слейн, Яків II остерігаючись атаки з флангу надіслав назустріч військам Вільгельма III половину своїх військ з більшою частиною артилерії. Але через вузьку ущелину противники так і не змогли стати до бою, провівши майже всю битву без руху. На думку істориків, саме ця помилка Якова II й привела до його поразки.
На головній ділянці битви піхота Вільгельма III, яку підтримував вогонь артилерії, пробилась через брід на річці, але була успішно атакована ірландською кіннотою. До підходу кавалерії Вільгельма III деякі частини утримували ірландську кінноту, яка намагалась перетнути річку, після чого Вільгельм здійснив контратаку піхотою. Цей етап битви став переламним. У ході нього загинули двоє командувачів Вільгельма III — герцог Шомберґ і Джордж Волкер. Війська Якова II відступили й були перегруповані неподалік від поля битви, де знову успішно відбили атаку Вільгельма, але невдовзі були змушені остаточно відступити.

## Утрати
З близько 50 000 комбатантів на річці Бойн загинуло близько 2000 чоловіків, дві третини з яких — якобіти. Настільки мала кількість загиблих для такої битви пояснюється тим, що основні втрати у той час відбувались під час переслідування військ, що відступали. У битві ж на Бойні переслідування не було організовано належним чином, а вжиті спроби були успішно контратаковані ірландською кіннотою.

## Підсумок
Війська Якова II успішно, без особливих втрат, відступили, але були сильно деморалізовані, багато піхотинців дезертували. За два дні після битви до Дубліна урочисто увійшли війська Вільгельма III. Якобіти залишили Дублін без бою, перетнули річку Шаннон й укріпились у Лімерику, де й були взяті в облогу. Попри добрий стан війська, Яків II залишив своїх та поїхав у вигнання до Франції, де прожив до самої смерті у 1701 році. Ірландці були вкрай розчаровані безславною поразкою і втечею Якова II, у народі в нього й донині збереглося прізвисько ірл. Seamus a' chaca, у буквальному перекладі «Джеймс лайно». Самі ірландці билися до 1791 року.

## Релігійна війна
У цієї битви був також релігійний підтекст. У надії на відновлення прав, на боці католика Якова II виступило багато ірландців-католиків, які втратили своє майно й земельні наділи після вторгнення Олівера Кромвеля. На боці ж Вільгельма III в основному були англійські протестанти.

### 12 липня у Північній Ірландії
12 липня протестантами Північної Ірландії на знак перемоги над католиками щороку відзначається свято у багатьох містах. Останнім часом марші Ордену Оранжистів спричиняють все більше конфліктів, оскільки їхній маршрут зумисне проходить кварталами, населеними католиками.